# Joke Hoeyberghs
Joke Hoeyberghs (24 april 1991) is een Belgisch volleybalster. 

## Levensloop
Hoeyberghs was actief bij DV Hasselt en Amigos Zoersel. Vervolgens was ze aan de slag bij Jaraco As, waarmee ze in 2014-'15 de Beker van Limburg won. In 2018 maakte ze de overstap naar Asterix Avo Beveren. Met deze club werd ze in 2018-'19 landskampioen en won ze de Supercup. Hierop aansluitend kwam ze uit voor Hermes Volley Oostende, waarmee ze in 2019-'20 de Beker van België won. Sinds 2020 verdedigde ze de kleuren van Volley Haasrode Leuven, waarvan ze een tijdlang aanvoerder was.